# San Lazzaro degli Armeni
San Lazzaro degli Armeni (în venețiană San Làzaro dei Armeni, "Sfântul Lazăr al Armenilor", în armeană Սուրբ Ղազար Surb Ghazar) este o mică insulă în Laguna Venețiană din nordul Italiei, situată imediat la vest de Lido di Venezia. Din anul 1717 insula adăpostește o mănăstire armeano-catolică, sediul central al Ordinului Mechitarist. Insula a fost unul din centrele importante ale culturii armene. A fost un important centru de tipărire de cărți armenești în cursul secolului al XVIII-lea.

## Istoric

### Fundal
Insula a fost menționată pentru prima dată în sursele venețiene din secolul al 12-lea. În 1182 Republica Venețiană a cumpărat insula și a stabilit aici o colonie de leproși (spital pentru persoanele cu lepră), deoarece era destul de departe de principalele insule care formează orașul Veneția. Ea a primit numele de la Sfântul Lazăr, patronul spiritual al leproșilor. Ea a fost abandonată mai târziu și până la începutul secolului al XVIII-lea doar „ruine în dezagregare” au rămas pe insulă.

### Înființarea mănăstirii
În 1700 călugărul armeano-catolic Mekhitar de Sebastia s-a stabilit la Constantinopol. El s-a mutat în orașul Modon din Peloponez în 1703, după ce a fost forțat să se mute din capitala otomană. În Modon a înființat un nou ordin care a fost aprobat de către Papa Clement al XI-lea. În aprilie 1715 un grup de doisprezece călugări catolici armeni în frunte cu Mekhitar de Sebastia au sosit în Veneția de la Moreea (Peloponez), ca urmare a invadării acestui oraș de către Imperiul Otoman. Amiralul venețian Alvise Mocenigo al II-lea și guvernatorul Moreei, Angelo Emo, „simpatizând profund cu primejdia înfricoșătoare a comunității nefericite, au cedat rugămințile lor stăruitoare și le-au acordat permisiunea de a se îmbarca pe o navă guvernamentală, care era pe cale să plece spre Veneția.” La 8 septembrie 1717 Senatul Venețian a cedat comunității mekhitariste insula Sf. Lazăr. „Legea nu permitea la acel moment stabilirea niciunei comunități noi între granițele orașului.” „Călugării armeni s-au grăbit dintr-o dată să ocupe ruinele de pe insulă... și starețul a dispus să se facă reparațiile cele mai necesare la clădirile prăbușite și dărăpănate care încă mai existau.” Construcția mănăstirii a fost finalizată pe la 1740. Mekhitar de Sebastia a murit nouă ani mai târziu, în 1749.

### Secolul al XIX-lea
Steven Mekon de la Constantinopol i-a succedat lui Mekhitar și a rămas ca stareț până în 1800. Aconț Kövér, un armean din Transilvania, l-a înlocuit într-o perioadă dificilă. Republica Venețiană fusese desființată de Napoleon I, însă, congregația mechitaristă a fost lăsată în pace, probabil datorită „prezenței unui funcționar armean indispensabil în secretariatul lui Napoleon.”
Starețul Ghevont Alișan a creat în secolul al XIX-lea primul drapel al Armeniei.

## Biblioteca
Pe insulă există o galerie de pictură cu lucrări artistice ale școlilor venețiană și armeană din secolele al XVII-lea și al XVIII-lea. S. Lazzaro adăpostește o bibliotecă cu 150.000 de volume, precum și un muzeu cu peste 4.000 de manuscrise armenești și multe artefacte arabe, indiene și egiptene, colectate de călugări sau primite sub formă de cadouri.

## În literatură
Importantul poet armean Hovhannes Shiraz a scris un poem despre insulă, subliniindu-i semnificația:
Օտար ջրերում հայացեալ Կղզի
Հայոց հին լույսն է քեզնով նորանում...
Գիտեմ տքնում ես, այս է դարեց-դար,
Հայրենիքից դուրս՝ հայրենեաց համար:
O insulă armeană în apele străine,
Reaprinde lumina vechi a Armeniei...
Știu că ești obosită, ai fost multe secole,
În afara patriei, de dragul patriei.

## Vizitatori faimoși
- Lord Byron, poet englez (1816)[20]
- Ivan Aivazovski, pictor armeano-rus (1840)[21]
- Komitas, muzicolog armean (1907)[22]
- Robert Kocharyan, al doilea președinte al Armeniei (2005)[23]
- Serj Sargsyan, al treilea președinte al Armeniei (2011)[24]

## Imagini

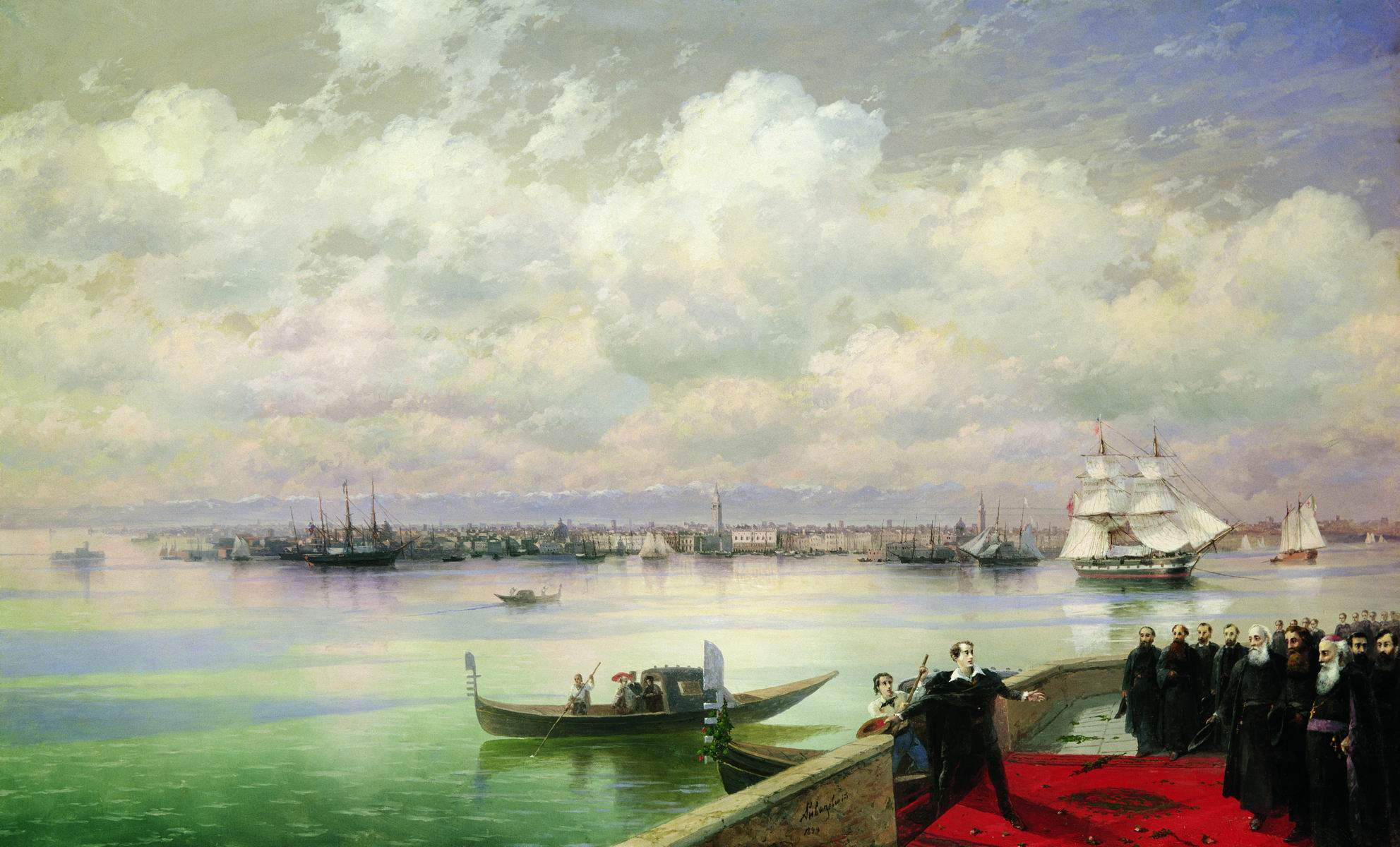
Vizita lordului Byron în insulă, de Ivan Aivazovski (1899)
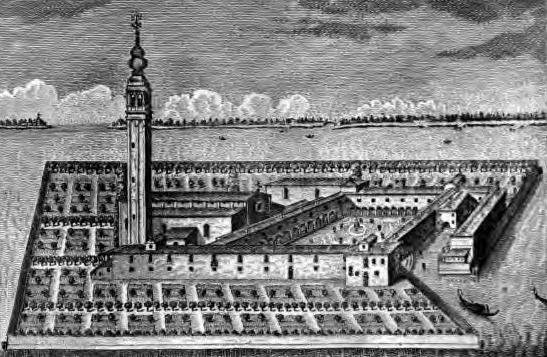
Imagine din 1894
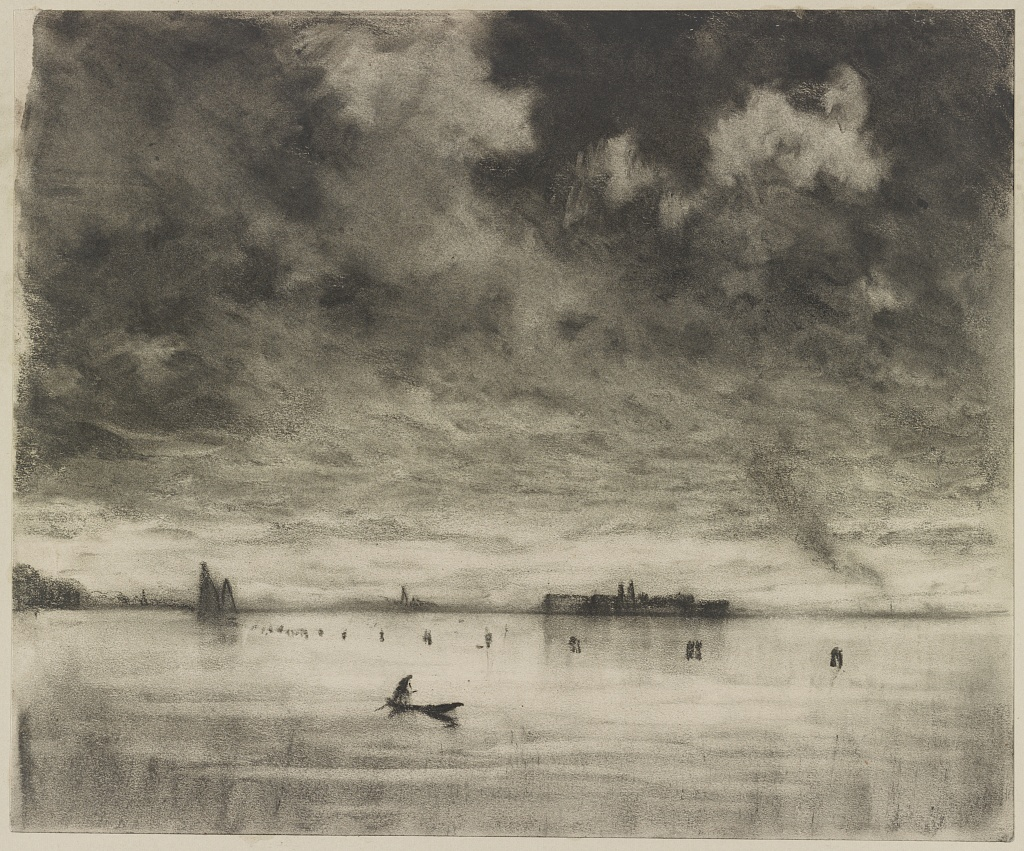
Litografia de prin 1905 de Joseph Pennell
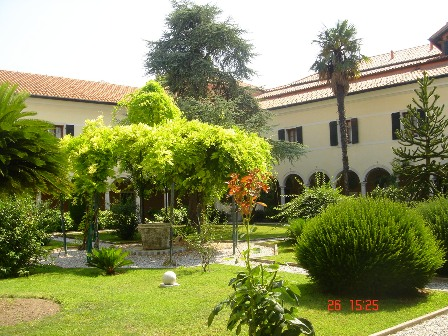
Claustrul mănăstirii
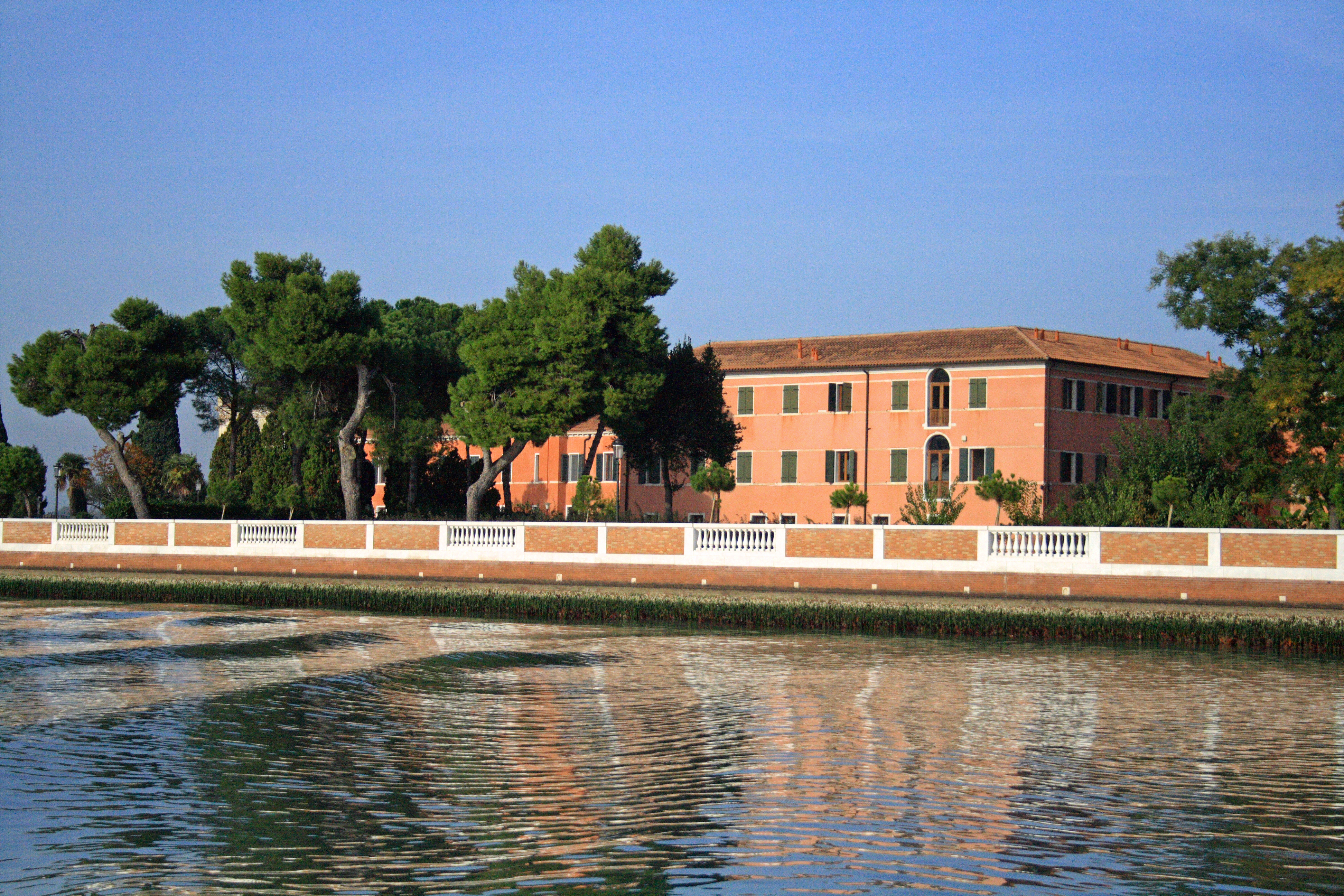
Insula San Lazzaro
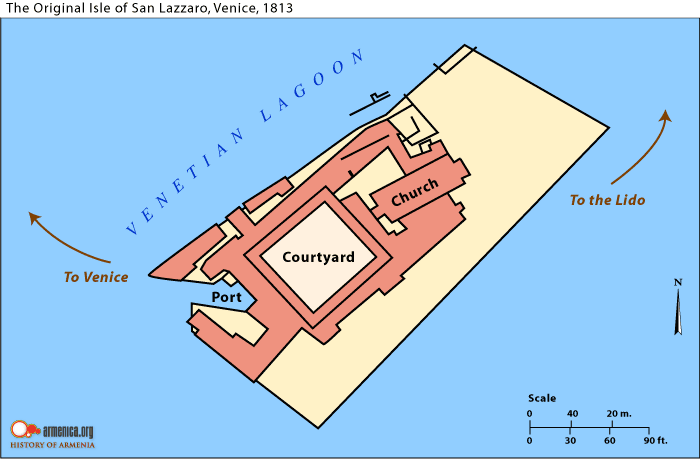
Insula originală San Lazzaro, Veneţia, 1813.
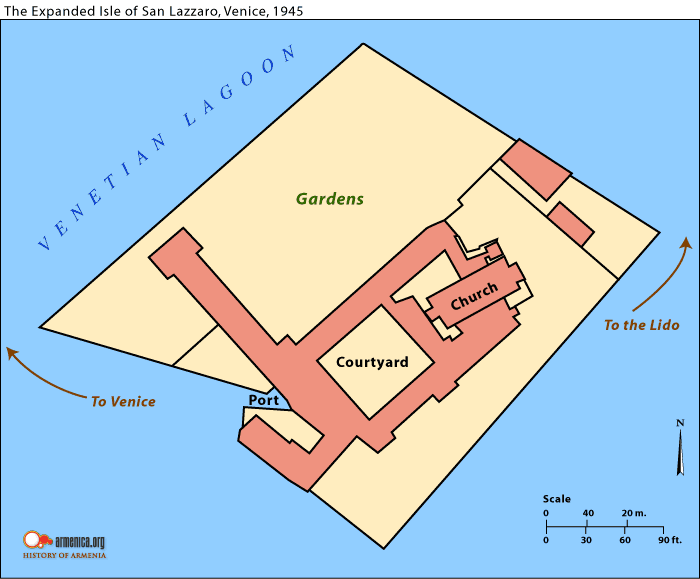
Insula extinsă San Lazzaro, Veneţia, 1945.
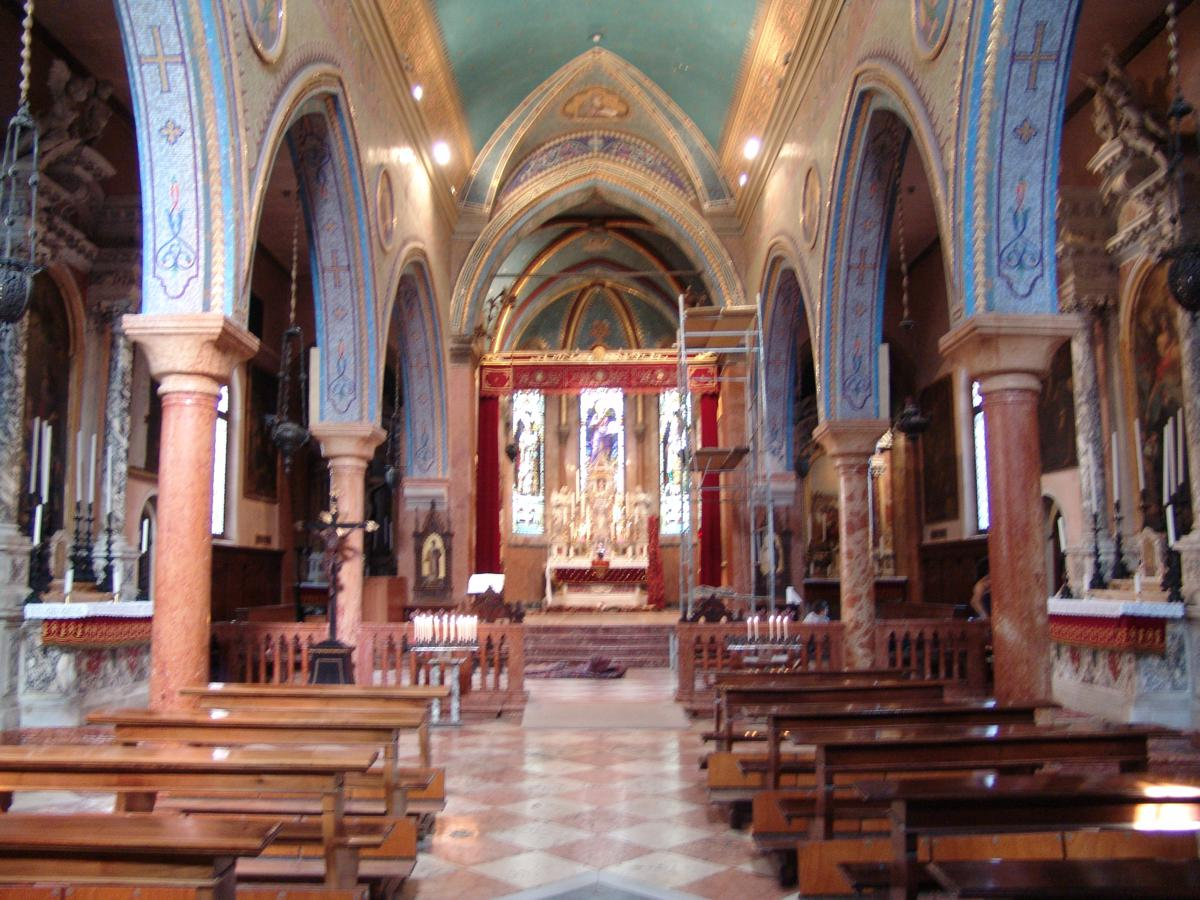
Vedere interioară a bisericii
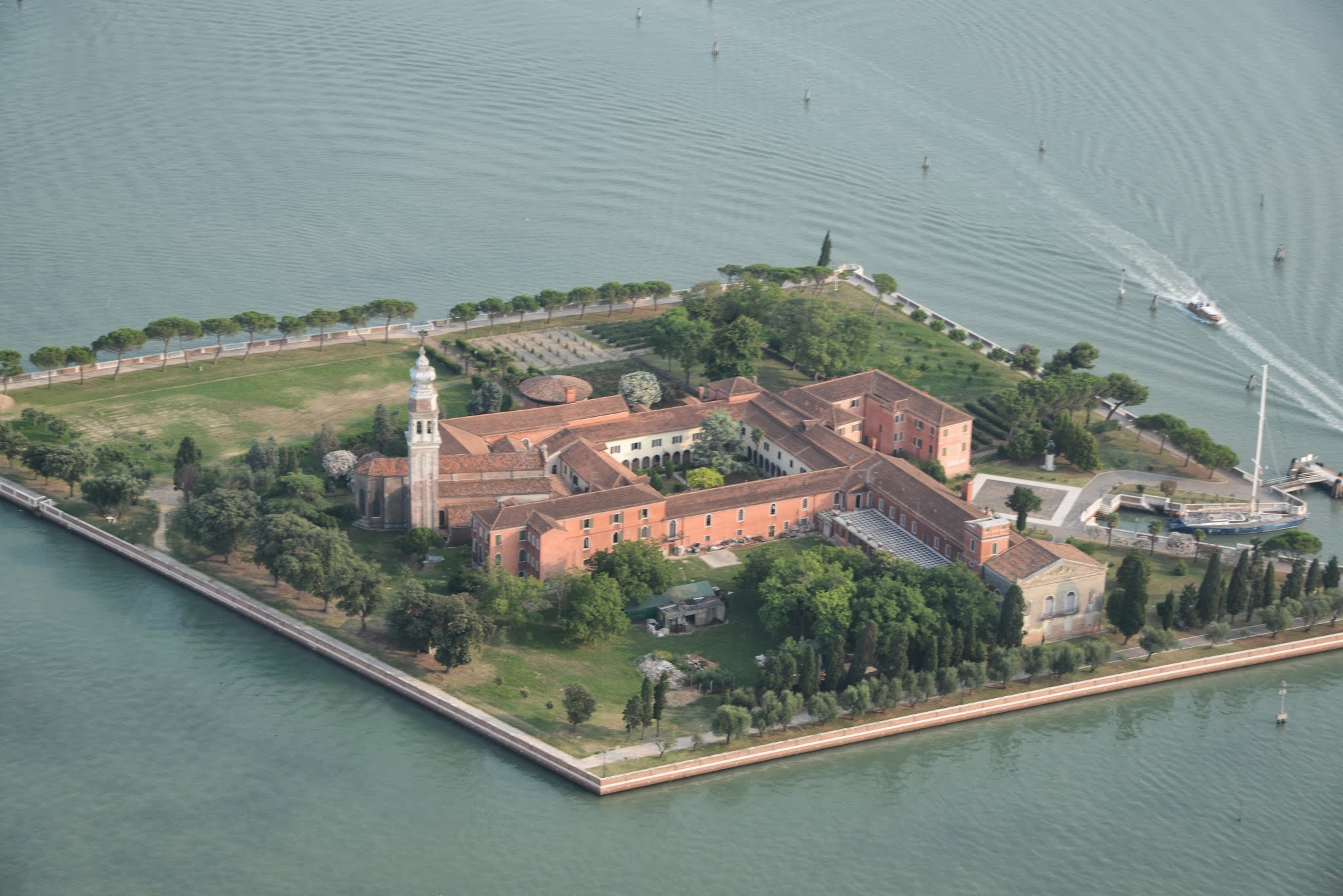
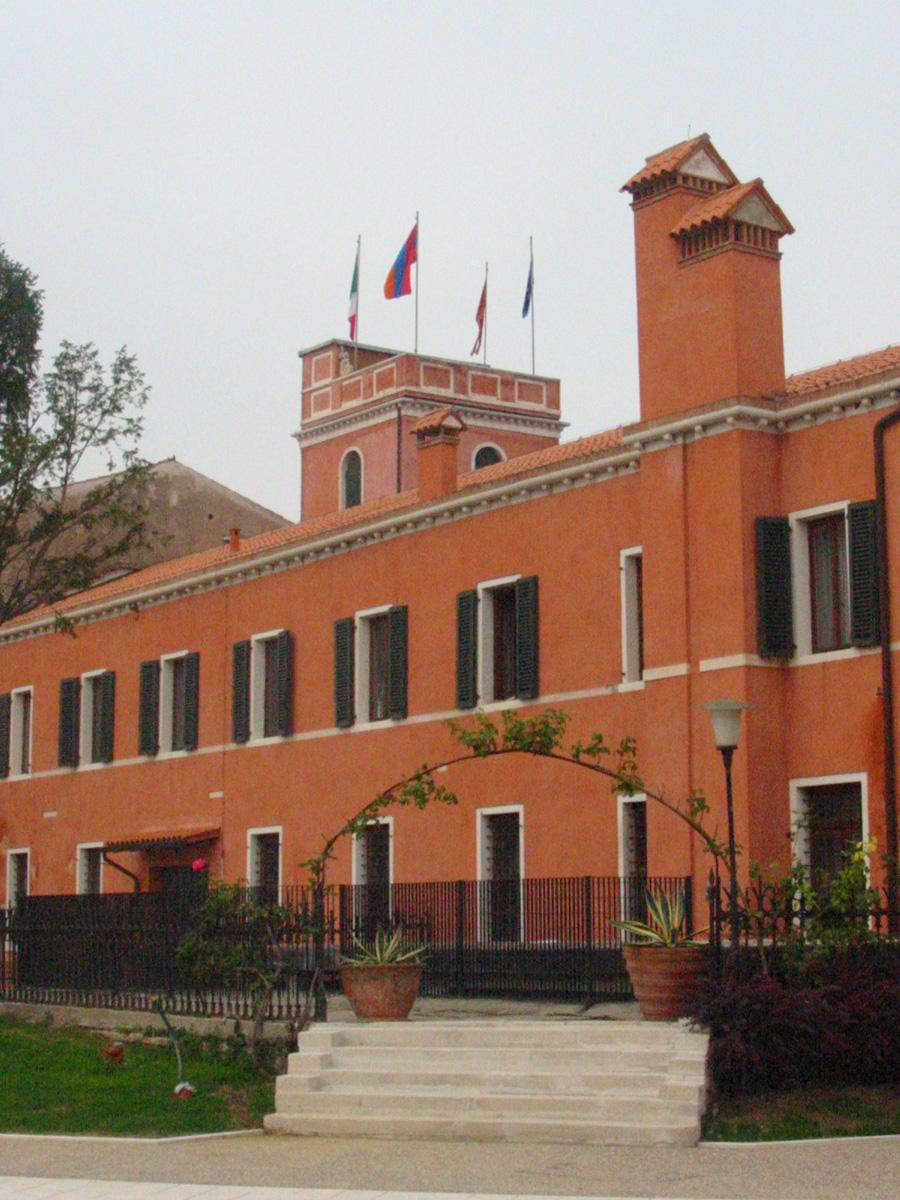
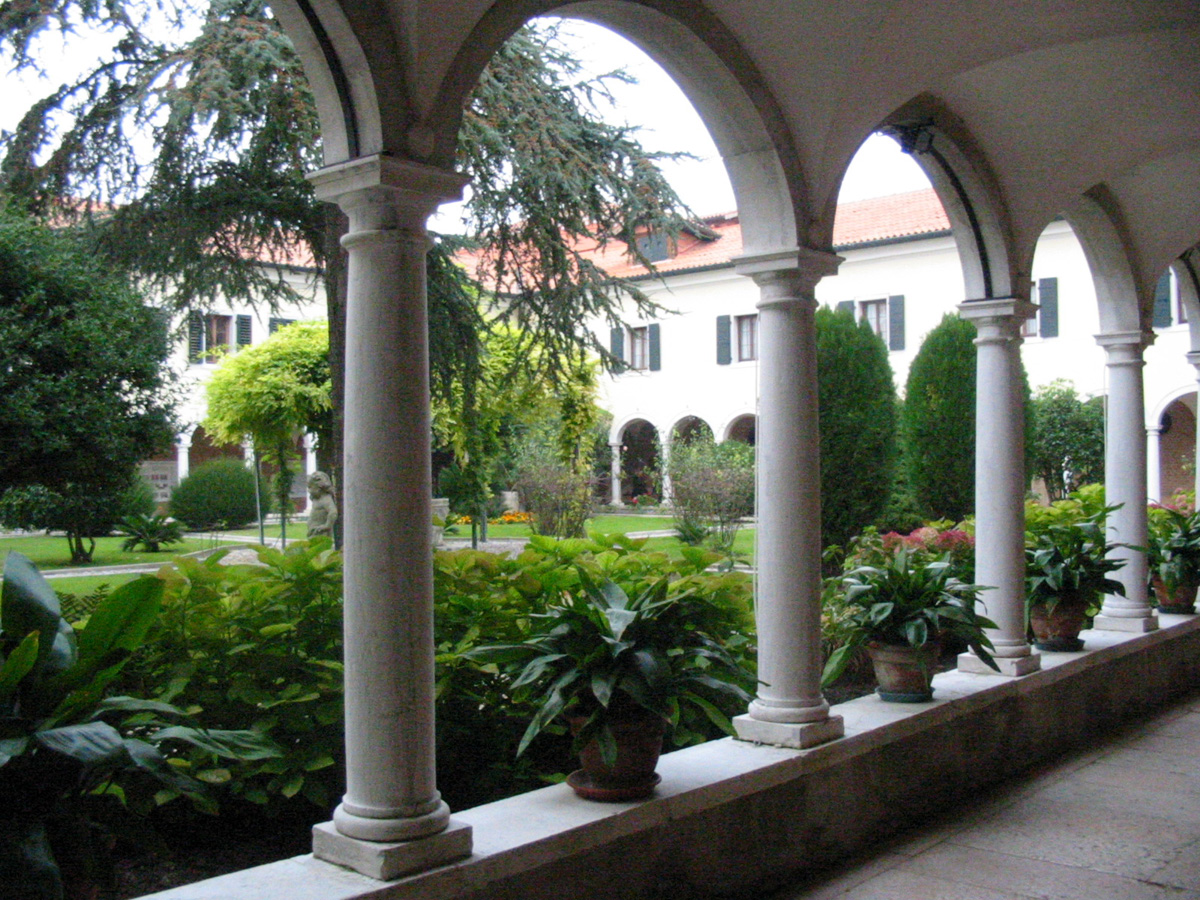
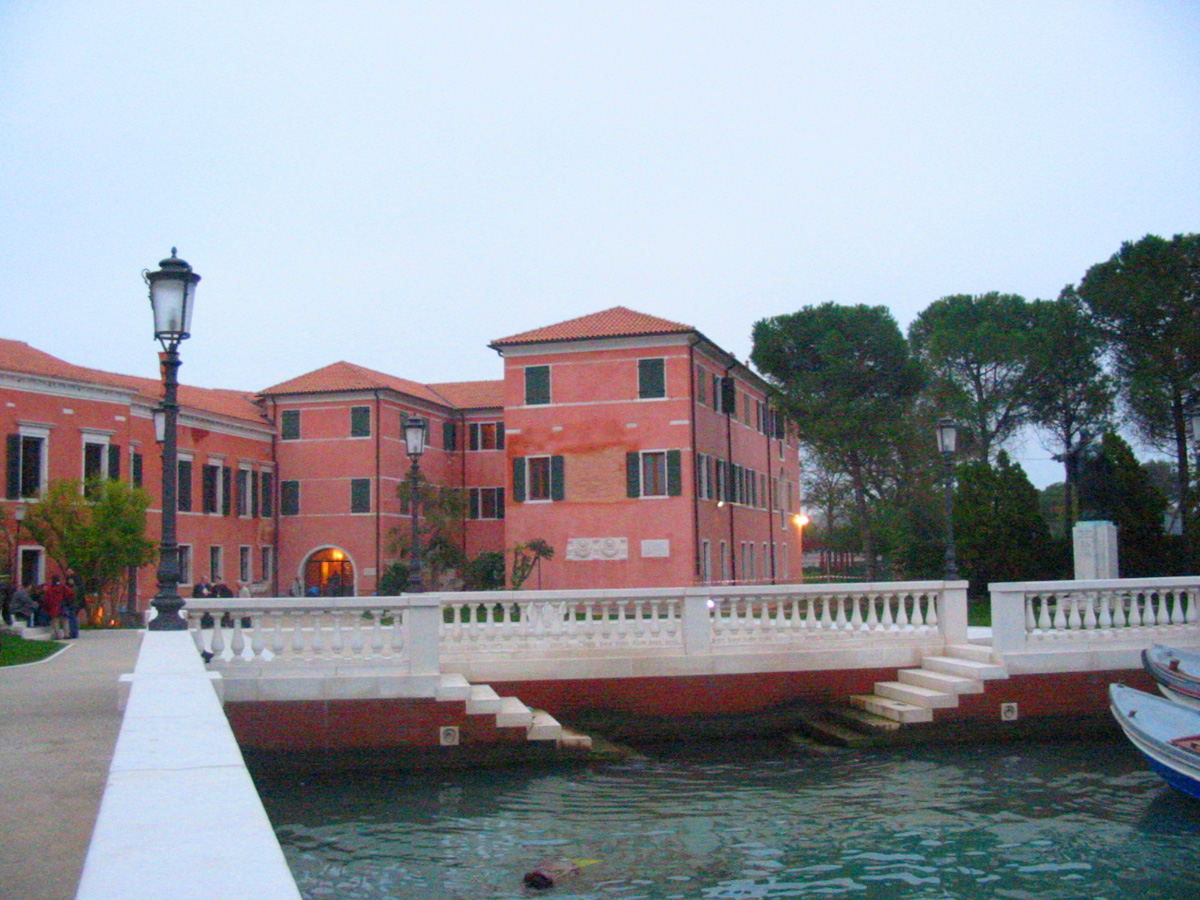
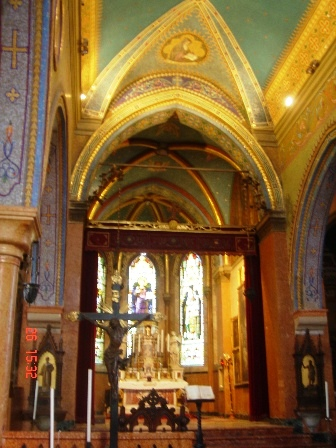
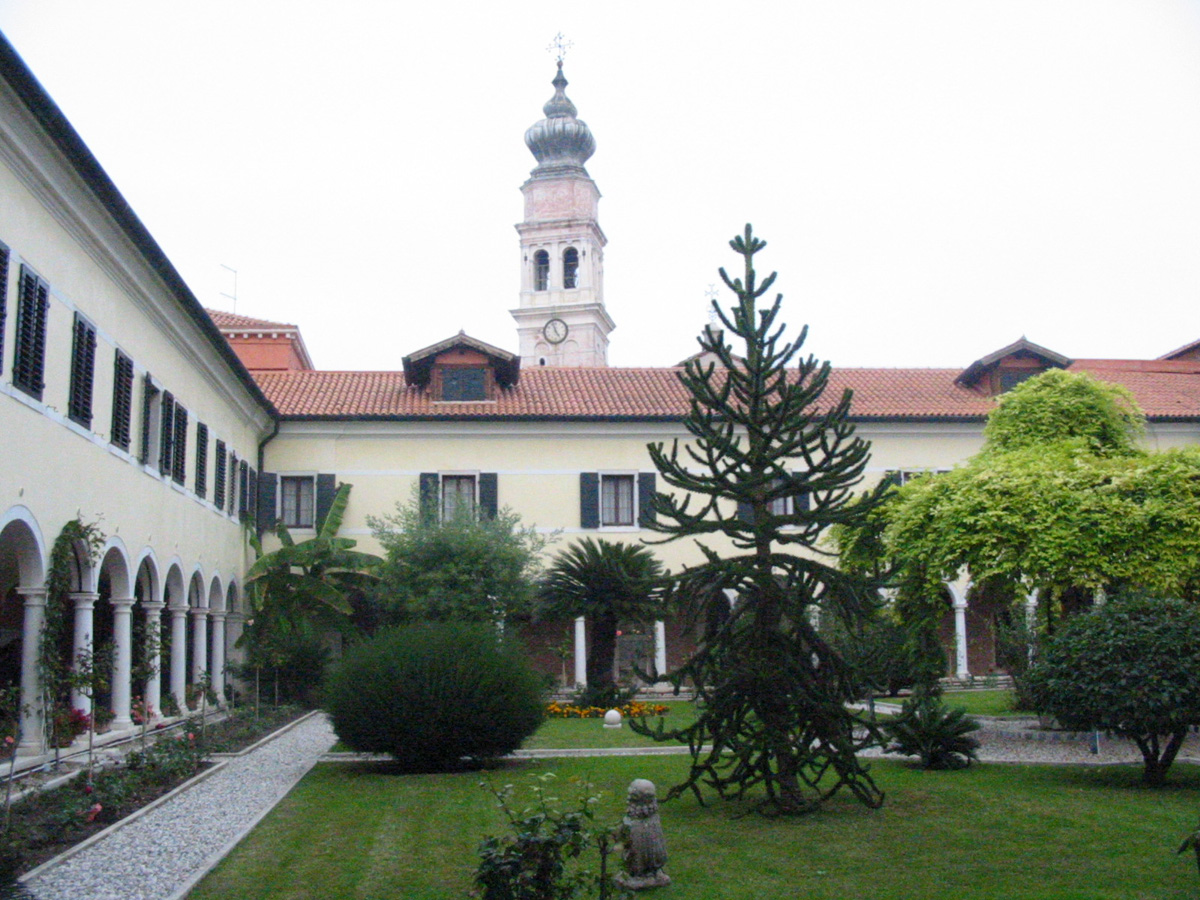
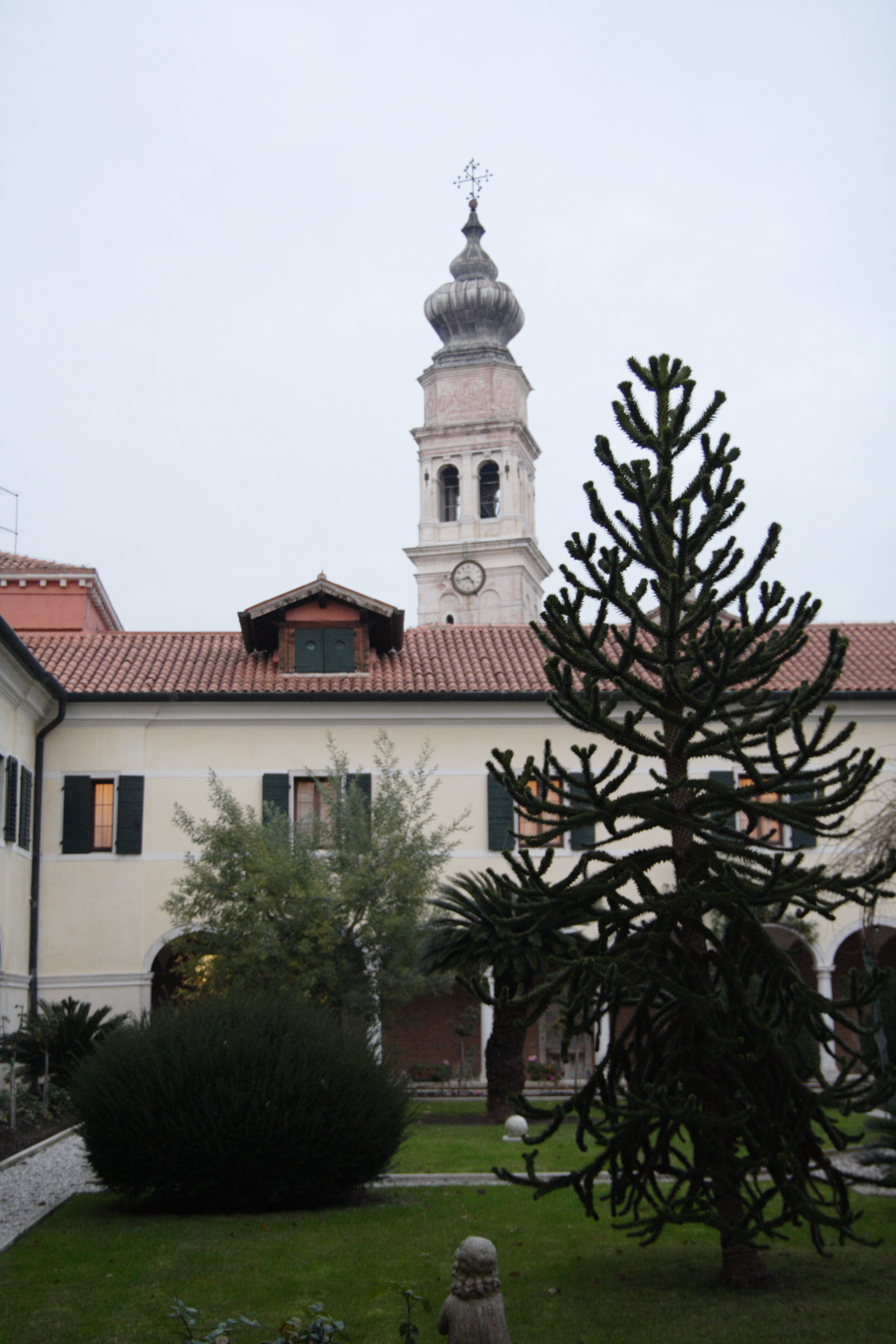
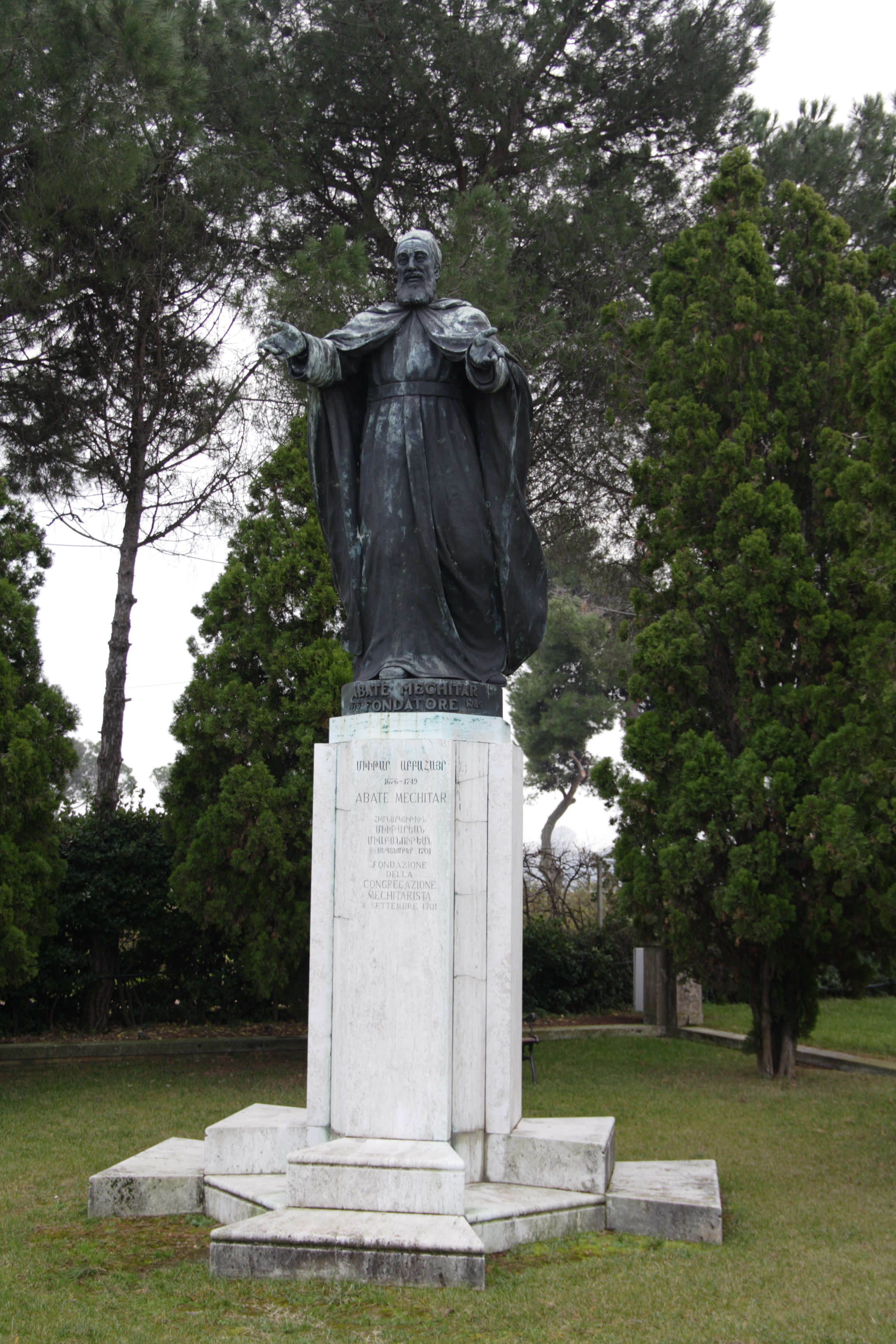
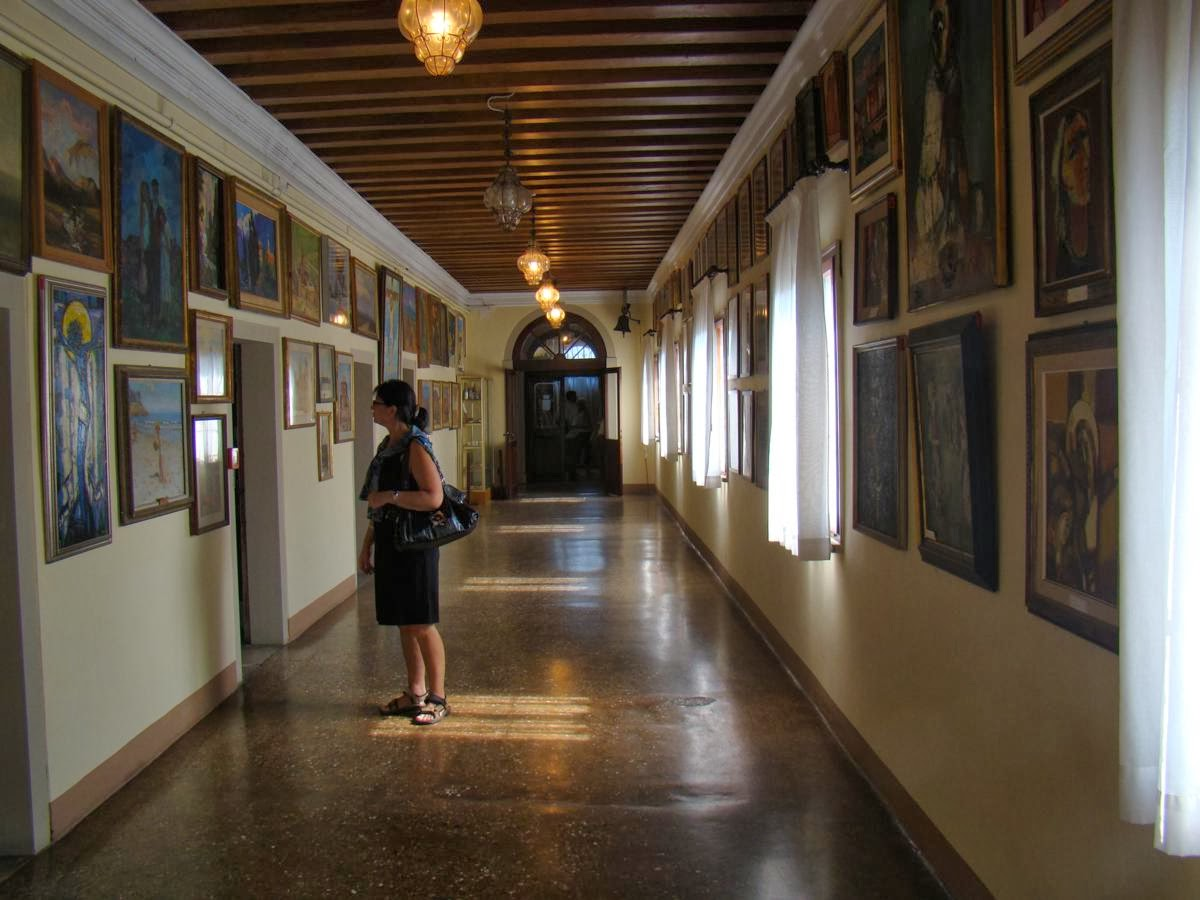
În Galeria de Artă
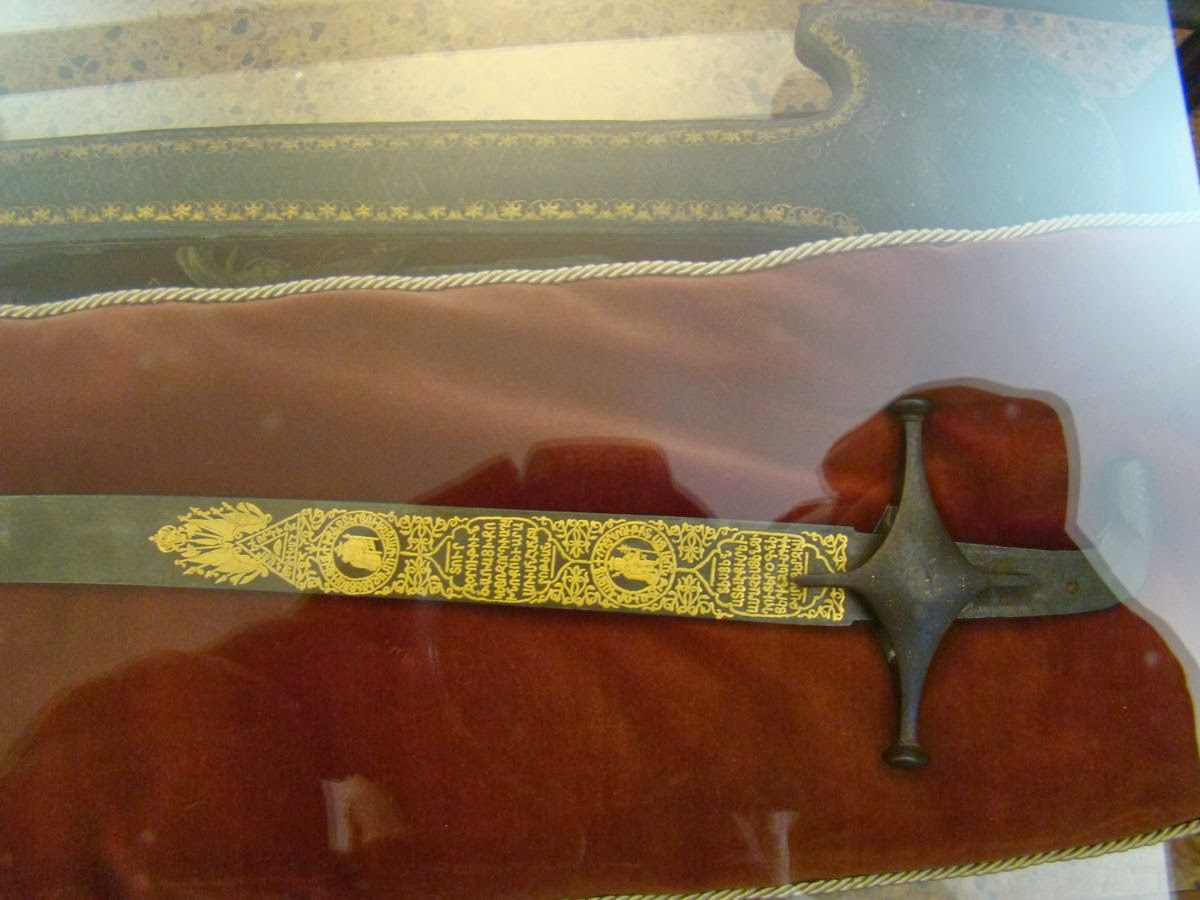
Sabia lui Leon al V-lea (ultimul rege armean al Ciliciei)